# SMS Leitha (1871)
Az SMS Leitha (1871), vagy közismert nevén Lajta monitor a legrégebbi úszóképes folyami hadihajó az Osztrák–Magyar Monarchia idejéből. 2010. augusztus 20-i ünnepélyes újrakeresztelése óta a  Lajta Monitor Múzeumhajó nevet viseli. A hajót 1871-ben építették, és egészen 1921 januárjáig teljesített katonai szolgálatot, ekkor Korneuburgban Antant ellenőrzés mellett fegyverrendszereit leszerelték, és a csupasz hajótestet elárverezték.
Az új tulajdonos Dunakotró és Gőzhajózási Vállalat 1928-ban átépítette elevátorhajónak, és József Lajos névre keresztelte. A második világháborút követően államosították az őt tulajdonló vállalattal együtt, és a Folyamszabályozó és Kavicskotró Vállalatnál új néven, FK-201-esként dolgozott tovább. Szolgálati ideje alatt többször felújították, átépítették, modernizálták, de a hajótest eredeti szerkezete jelentős mértékben nem változott meg.
1992. november 1-jén védetté nyilvánították, és 1993. október 6-ától a HM Hadtörténeti Intézet és Múzeum tulajdonába került. Széles körű összefogás keretében 2009-től felújították, és 2010. augusztus 20-án az 1887-es állapota szerint, hadtörténeti ritkaságszámba menően, Lajta Monitor Múzeumhajó néven újjáavatták. Az újrakeresztelést a honvédelmi miniszter felesége, Hendéné Stiber Szilvia végezte el ökumenikus szertartás keretében. Hende Csaba a fenntartására megbízott alakulat tiszteletbeli zászlóshajójának nyilvánította.
A honvédelmi miniszter a 97/2010. (XI. 16.) HM utasításban intézkedett a Lajta Monitor Múzeumhajó fenntartásáról, és az MH 1. Honvéd Tűzszerész és Hadihajós Ezred kapta feladatul azt, hogy a hajó továbbra is látogatható állapotban maradjon.

## Építésének körülményei
A világ első monitor típusú hadihajóját (USS Monitor) John Ericson svéd mérnök tervei alapján az Amerikai Egyesült Államokban készítették el. 1862. március 9-én az USS Monitor és a CSS Virginia csatája volt az első teljesen páncélozott hadihajók csatája, amelyben bár egyik hajó se tudott komoly kárt tenni a másikban, de az USS Monitor megakadályozta az Amerikai Konföderációs Államok köré vont tengeri blokád áttörését.
A monitorokra és más toronyhajókra szerelhető görgőkön forgatható lövegtornyot Cowper Philipps Coles, brit feltaláló fejlesztette ki. A monitorokat az alacsony hajótest, az erős páncélozottság, a forgó lövegtorony és a viszonylagosan nagy géperő jellemezte. Ez a típus az egész világon elterjedt, 1862 és 1965 között körülbelül 200 hajót építettek belőle. A Lajta monitor értéke abban is megmutatkozik, hogy napjainkra már csak hét monitor maradt meg, és ezért haditechnikai ritkaságnak számít.
Az első dunai monitorok építésének a lehetőségét az akkori külpolitikai, katonai és gazdasági helyzet teremtette meg. A gyorsuló technikai fejlődés eredményeként fellendült a Duna menti gőzhajógyártás, így megteremtődött az építéséhez szükséges szakértelem és ipari kapacitás. Mivel a Habsburg Birodalom végleg kiszorult a németországi és itáliai birtokok felett zajló hatalmi játszmából, az 1860-as évektől a birodalom nagyhatalmi energiái már a Balkán felé történő terjeszkedés irányában dolgoztak.
A monitorok építéséhez a történelmi alapot a krími háborút lezáró 1856-os párizsi béke, adta meg, hiszen az itt született megállapodás alapján a Oszmán Birodalom és a Habsburg Birodalom hadihajóinak is engedélyezték a Duna használatát. A törökök az engedély birtokában jelentős fejlesztésbe kezdtek folyami erőiknél, és erre válaszul az osztrák-magyar hadvezetésnek is reagálni kellett. Az Monarchia tengeri flottájának parancsnoka, Wilhelm von Tegetthoff altengernagy javaslatára döntöttek a monitor típusú hadihajók építése mellett. A szükséges források is megteremtődtek, hiszen 1869-ben megszavazták az ehhez szükséges pénzt is.
Tegetthoff altengernagy és az őt támogató hadvezetés tervei szerint az építendő dunai monitorok gyors mozgású, páncélozott ütegként épültek a Duna és nagyobb mellékfolyóinak békeidőszakban történő járőrözése érdekében. Harci cselekmények során azt tervezték, hogy támogatniuk kell a szárazföldi erőket és segíteni azok erőszakos vízi átkeléseit. Feladatuk volt továbbá az utánpótlást szállító hajók biztosítása, aknazárak létesítése, illetve azok felszámolása, vízről tűzerővel támadni az ellenség parti erődítményeit, rombolni élőerejét, megakadályozni az ellenséges erők átkelését, mozgását, megsemmisíteni katonai bázisait, kikötőit, hajóit és egyéb parti létesítményeit.
Tervezésén Josef von Romako hajótervező mérnök már 1868-tól dolgozott, és az Első Magyar Pest-Fiumei Hajógyár Rt. 1870. március 15-én a megbízást is megkapta két monitor építésére. A két hadihajót ők bocsátották vízre, elsőnek a Marost 1871. április 20-án, majd a Lajtát május 17-én. A hajóépítés a költségvetésnek 425 ezer forintjába került. A hadrendbe állításhoz szükséges további munkálatokat azonban az építő vállalkozás csődhelyzete miatt az Óbudai Hajógyárban az Első Duna-gőzhajózási Társaság fejezte be 1872. október 13-án.
Elnevezését az akkori szokásoknak megfelelően a Duna vízgyűjtőrendszerének folyói közül választották. A keresztelő a dualizmus szellemében történt, így a két hajó közül az egyik osztrák, a másik pedig magyar nevet kapott. Ezért kapta a Lajta folyó német elnevezése után a Leitha nevet, míg testvére a Marost, valamint a hajóosztályt is róla nevezték el Maros-osztálynak.

## Műszaki kialakítása

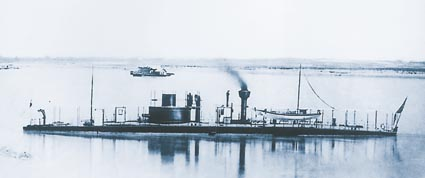
Az SMS Leitha 1872-ben

A magyar hajóépítészet kezdeteihez kell sorolni, hogy nemcsak az osztrák–magyar hajóhad első ikercsavaros, forgó lövegtornyú hajói, hanem egyúttal az első magyar gyárban épített hadihajók is a Maros-osztály monitorai voltak. Testvérével, a Marossal együtt több területen is „leg”-nek számítottak. Ezek voltak Európa első folyami monitorai, és az első Coles-rendszerű lövegtornyot is rájuk építették. A Monarchia haditengerészetében ezek voltak az első olyan hajók, amelyek kizárólag gőzzel hajtottak, és emiatt nem voltak vitorlákkal felszerelve.
Kora legmodernebb technikájával épült az úgynevezett Coles-torony, illetve a fa alapra helyezett, Bessemer acélból készített páncélzata. A hadihajó kezdeti 310 tonna vízkiszorításával viszonylag kisméretűnek volt tekinthető. Eredeti hosszúsága 49,98 méter, szélessége 8,12 méter, és 1,07 méteres merülési mélysége volt. Műszaki megoldások terén a korát megelőzte az alkalmazott eljárások tekintetében, és érdekesség, hogy a két hajócsavarral működő hadihajón kényelmi szempontokat is figyelembe vettek, hiszen még vízöblítéses illemhellyel is felszerelték.
A monitor parancsnoki tornya abban különleges, hogy tervezője a lövegtoronyra helyezte el, és ezt a megoldást 1893-tól már további monitorok fejlesztésekor nem alkalmazták, mert nem vált be.
A Lajta monitort szolgálati ideje alatt többször felújították, átépítették, modernizálták. Fejlesztésének kezdeti időszaka 1872-től 1887-ig tartott. 1887-től több módosítást is végrehajtottak rajta, melynek eredményeként módosultak a paraméterei. Megváltoztatták a páncélozott kormányállást a jobb kilátás miatt, és átépítései közül a legjelentősebb az 1887. évi volt. A hajótestet tekintve hosszúsága a függélyek között ekkor már 50,5 méter, a legnagyobb szélessége 8,65 méter, a szélessége a főbordán 7,82 méter, az oldalmagassága 2,06 méter, a fixpont magassága 8,92 méter, a legnagyobb merülése 1,3 méter, a főgép teljesítménye 108 lóerő és vízkiszorítása 367,35 tonna.
A 9,6 csomó holtvízi sebességéhez a hajtóerőt 1894-ig egy 320 lóerős duplex gőzgép szolgáltatta, amit ekkor egy nagyobb teljesítményű, 700 lóerős triplex gőzgépre cseréltek. Később a gőzgépet felváltotta a Láng-féle, 1928-ban gyártott, háromhengeres dízelmotor.
Fegyverzetét a két elöltöltős, az elülső fedélzeti részen a mozgatható toronyba szerelt 2 db 6’’-os toronylöveg jelentette. A Lajta Monitor Múzeumhajón az 1872–1887 közötti rekonstruált helyzet szerint két Palmkranz-Nordenfelt, 1861M jelű, 15 centiméteres H/21-es szórólöveg lett beépítve.

## Pályafutása

### A haditengerészet monitoraként
Állomáshelye Óbudán a kikötőben volt, és személyzete a monarchia népeinek tagjaiból állt, de jellemzően magyar nemzetiségűekből feltöltve.
A Lajta monitor első harci bevetésén 1876-ban esett át. Az okot az adta, hogy az osztrák-magyar felségjelzés alatt közlekedő Radetzky személyszállító hajó a nemzetközi vízi útnak számító Dunán, török fennhatóság elől menekülő bolgárokat szállított Zimonyból Galatzba. A török álláspont szerint ők a szultán elleni lázadók voltak, ezért Belgrádnál szerb hivatalnokok leszállították őket a hajóról. A Monarchia hadvezetése ebben a császári lobogó megsértését látta és elégtételt követelt, amelynek nyomatékául december 8-án a Lajta és testvére, a Maros megjelent a belgrádi erődök előtt. A flottademonstráció hatására a törökök engedtek a nyomásnak, leváltották az erőd parancsnokát, majd 21 ágyúlövéssel köszöntötték a megsértett lobogót.
Részt vett Bosznia-Hercegovina okkupációjában, ahol 1878. július 29-én kezdődött a Száva-parti Bródnál Bosznia és a Neretva menti Metkovićnál Hercegovina megszállása. A Száván monitorozva a Lajta tényleges harci cselekményben is részt vett a szárazföldi hadműveletek támogatása során. A boszniai bevetés arra is jó volt, hogy megtapasztalták a hajó előnyei és célszerűsége mellett a hiányosságokat is. Így kiderült, hogy a gyakori alacsony vízállás mellett nehézkesen lehet vele manőverezni, és a toronylövegek nem válnak be minden helyzetben, a hajók túl sok szenet fogyasztanak, és az alkatrészek hamar elhasználódnak. Ezeknek a felismeréseknek az alapján végeztek további átalakításokat rajta. Az első világháború harcaiban is tevékenyen részt vett. 1914. augusztus 11-től december 1-ig megint a Száván harcolt. E harcok során augusztus 12-én esett el a fedélzetén szolgáló Huj János matróz, aki egyben a Császári és Királyi Haditengerészet első hősi halottja volt.
A hajót is érintő legnagyobb veszteséget 1914. augusztus 11-étől december 1-jéig vívott Száva menti harcokban szenvedte el, Belgrád első elfoglalásában. Október 3-án még harcképtelenné lőtte a Szabács melletti francia ütegeket, de szétlőtték parancsnoki tornyát, aminek teljes személyzete hősi halált halt.
Sérülése olyan súlyos volt, hogy csak a segítségére siető testvérhajója, a Maros segítsége mentette meg az elsüllyedéstől. A harcképtelenné vált Leitha Bródba került javításra. Ekkor a monitor tűzerejét is módosították, és kapott két új 7 cm-es ágyút is. Helyreállítása után november 22-től december 2-ig a Dunaflottila parancsnoki tisztét betöltő lobogós, vagy más néven vezérhajó volt.
1915. október 6. és 9. között jelentős szerepet vállalt Belgrád második elfoglalásában. 1916. október 2. és 3. között bevetették a Dunán Rjahovónál átkelő román csapatok ellen. 1916. november 22. és 26. között részt vett a központi hatalmak Szvistovnál végrehajtott dunai átkelésénél.
1918. április 10-én, Óbudán leszerelték, és kivonták a hadiflotta hajólistájáról. 1919 elején az antant minden használható dunai hadihajót elvitt az országból. A Tanácsköztársaság vezetői szorgalmazták a dunai flottilla megszervezését, ezért újra használhatóvá tették. A német nevű hajóknak magyar nevet adtak, és ekkor lett a Leithából Lajta. Új nevén is részt vett harci bevetésen: 1919. június 2-től 24-ig Esztergom és Komárom között a cseh intervenciós csapatok ellen harcolt. 1919. június 25. és 26. között a hajó és személyzete is csatlakozott a világ egyik első antikommunista felkeléséhez, amit éppen e hajótípusról neveztek el monitor lázadásnak. A lázadás során esett el fedélzetén Csicsery László sorhajóhadnagy, akit az utolsó olyan császári és királyi tengerésztisztnek tekintenek, aki egy volt császári és királyi hadihajón szolgálva halt hősi halált.
1921. január végén Korneuburgban az antant ellenőrzése mellett végleg leszerelték. A bontást pár hónap alatt végezték el, és ezután a csupasz hajótestet elárverezték. Új tulajdonosa a Dunakotró és Gőzhajózási Vállalat lett, amely 1928-ban átépítette elevátorhajónak, és a József Lajos nevet adta neki. Így szolgált egészen a második világháborúig, majd az azt követő államosítások során a Folyamszabályozó és Kavicskotró Vállalatnál tűnt fel, ahol FK-201 néven szintén munkába állították.

### A civil életben
Az átépített hadihajó „civilként” is részt vett kiemelkedő feladatokban. 1930–1931 között a Lágymányosi-öböl északi részének feltöltésén dolgozott. Ezek a munkálatok tették lehetővé, hogy felállíthassák itt a legnagyobb méretű Császári és Királyi emlékművet. A második világháború után segédkezett a nagy fejlesztések megvalósításában, és részt vett Sztálinváros, a százhalombattai hőerőmű, a paksi atomerőmű, az óbudai lakótelep és a nagymarosi vízlépcső építésénél.

## Újjászületése
A hajó lelkes hadtörténészek és más megszállott szerelmeseinek köszönhetően 1992. november 1-jén védetté vált, és a HM Hadtörténeti Intézet és Múzeum tulajdonába került. Először a Honvéd Folyami Flottilla hadikikötőjében helyezték el, majd a Zoltán Gőzös Alapítvánnyal kötött megállapodás alapján időszakosan Neszmélyen állították ki.
A széles körű összefogásnak és a pályázaton elnyert európai uniós támogatásnak köszönhetően, 2009-től a komáromi hajógyárban az 1887-es állapota szerint felújították, és 2010. augusztus 20-án újrakeresztelték (Lajta Monitor Múzeumhajó).
Az MH 1. Honvéd Tűzszerész és Hadihajós Ezrede kapta feladatul azt, hogy a hajó látogatható állapotban maradjon. Ennek érdekében a hajó kezelőszemélyzetét jelentő hat főt az ezred állományából biztosítják. A hajó részt vesz állami protokoll eseményeken, és a „Nyitott kapuk” rendezvényei során megtekintését az ezred hadikikötőjében biztosítják. Továbbá minden évben a hajó születésnapján, Budapest belvárosi Duna-szakaszán bemutatják a nagyközönségnek. 2011-ben a hajó 140. éves jubileumi születésnapjára külön ünnepi programot szerveztek.

## Képek

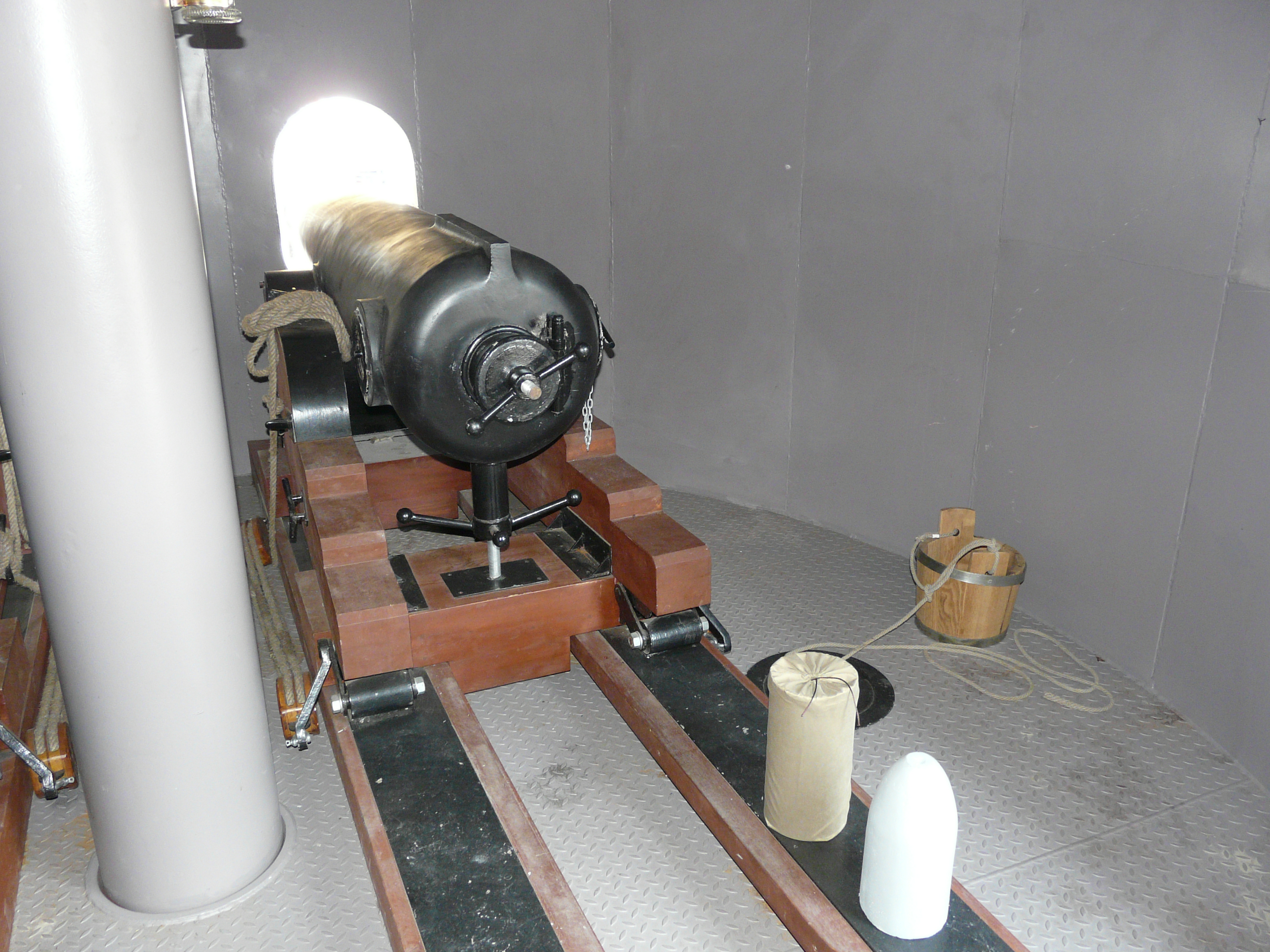
Hajóágyú
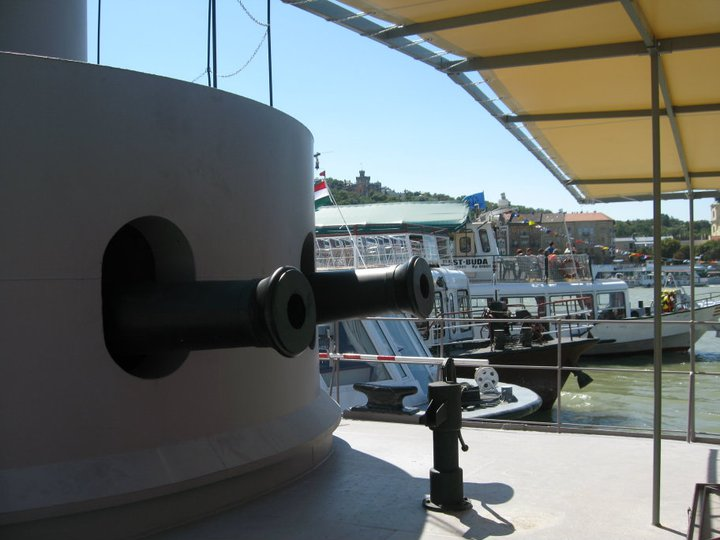
Hajóágyúk
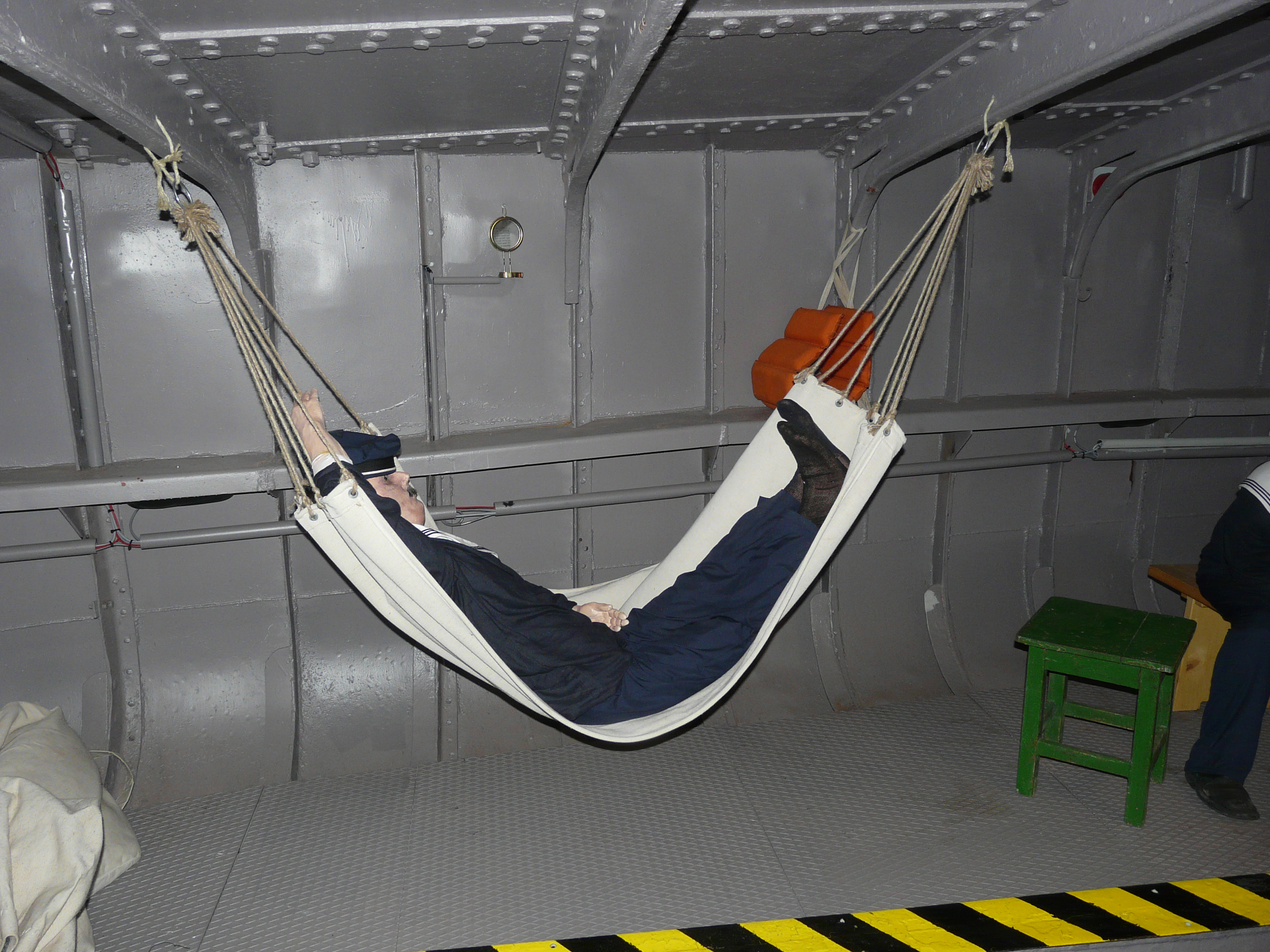
Legénységi ágy
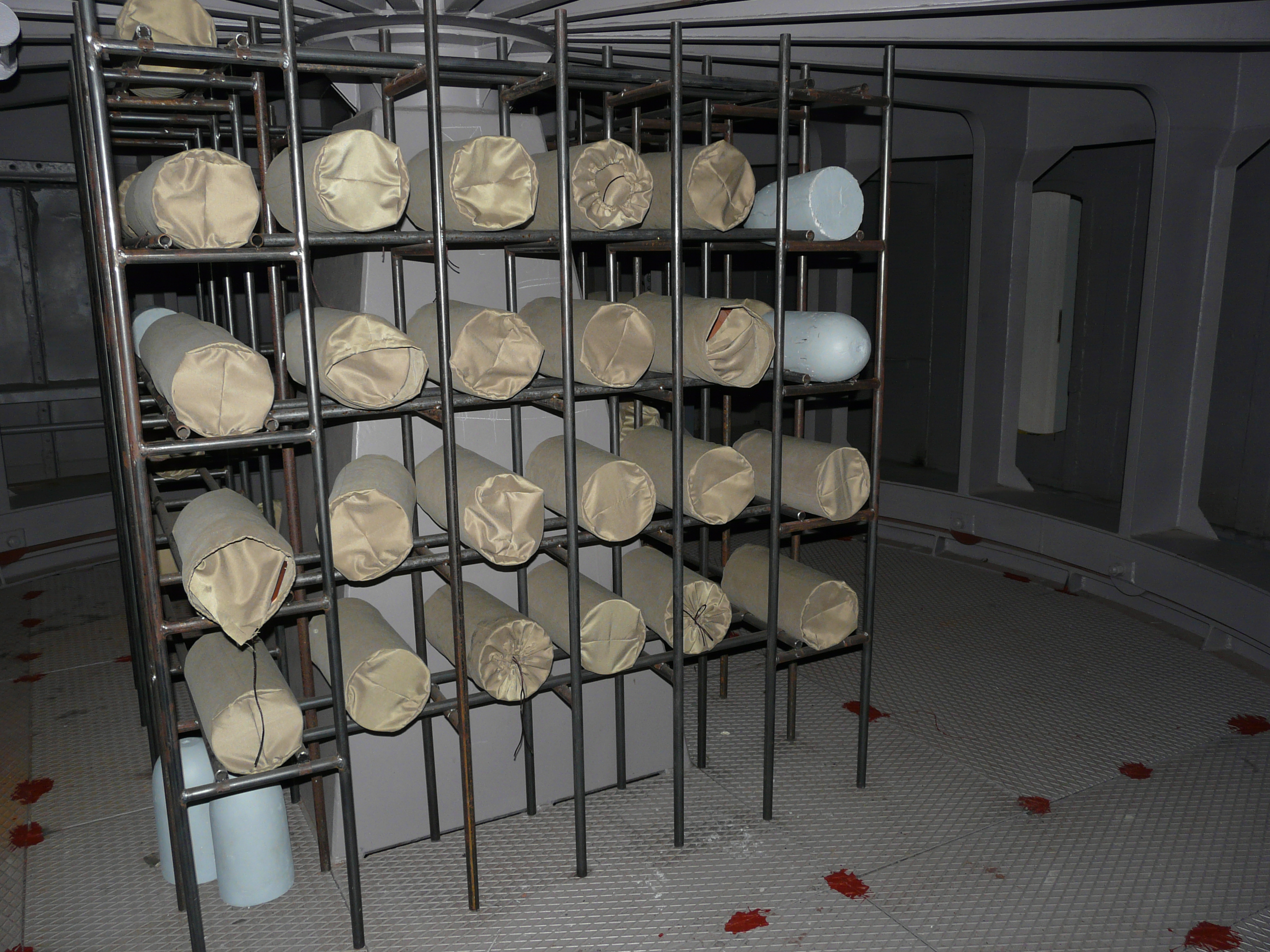
Lőszerraktár
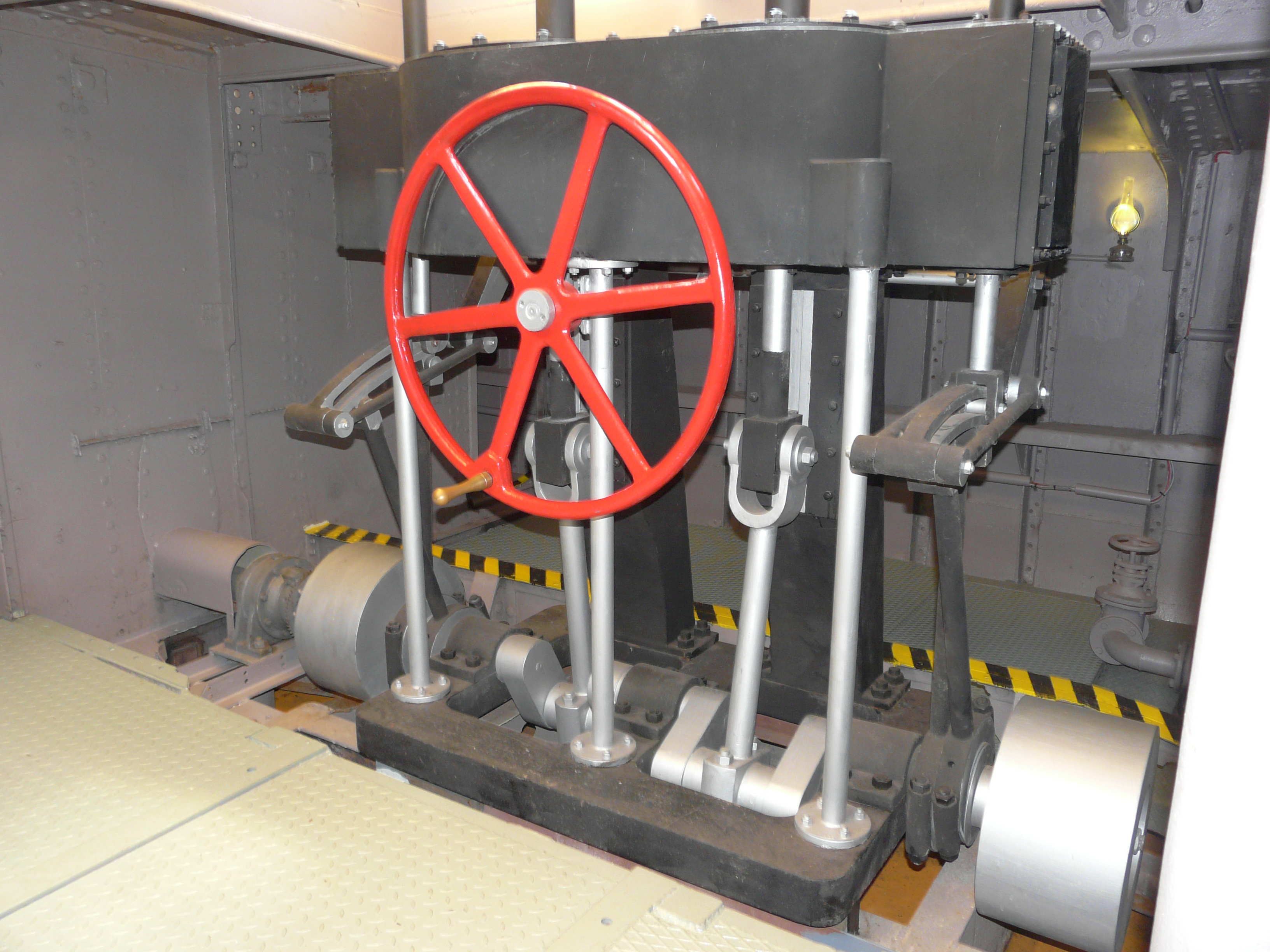
Hajómotor
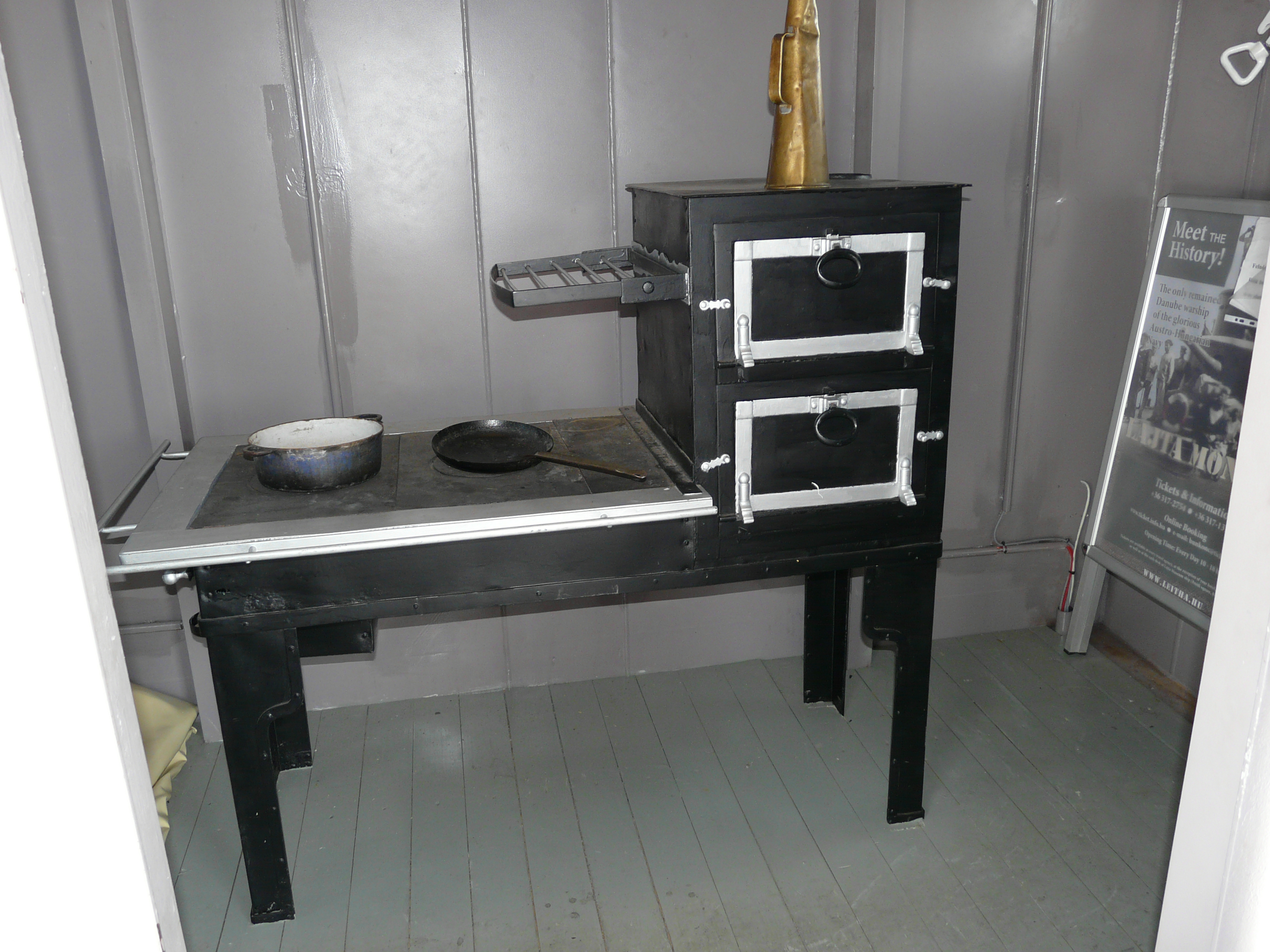
Konyha
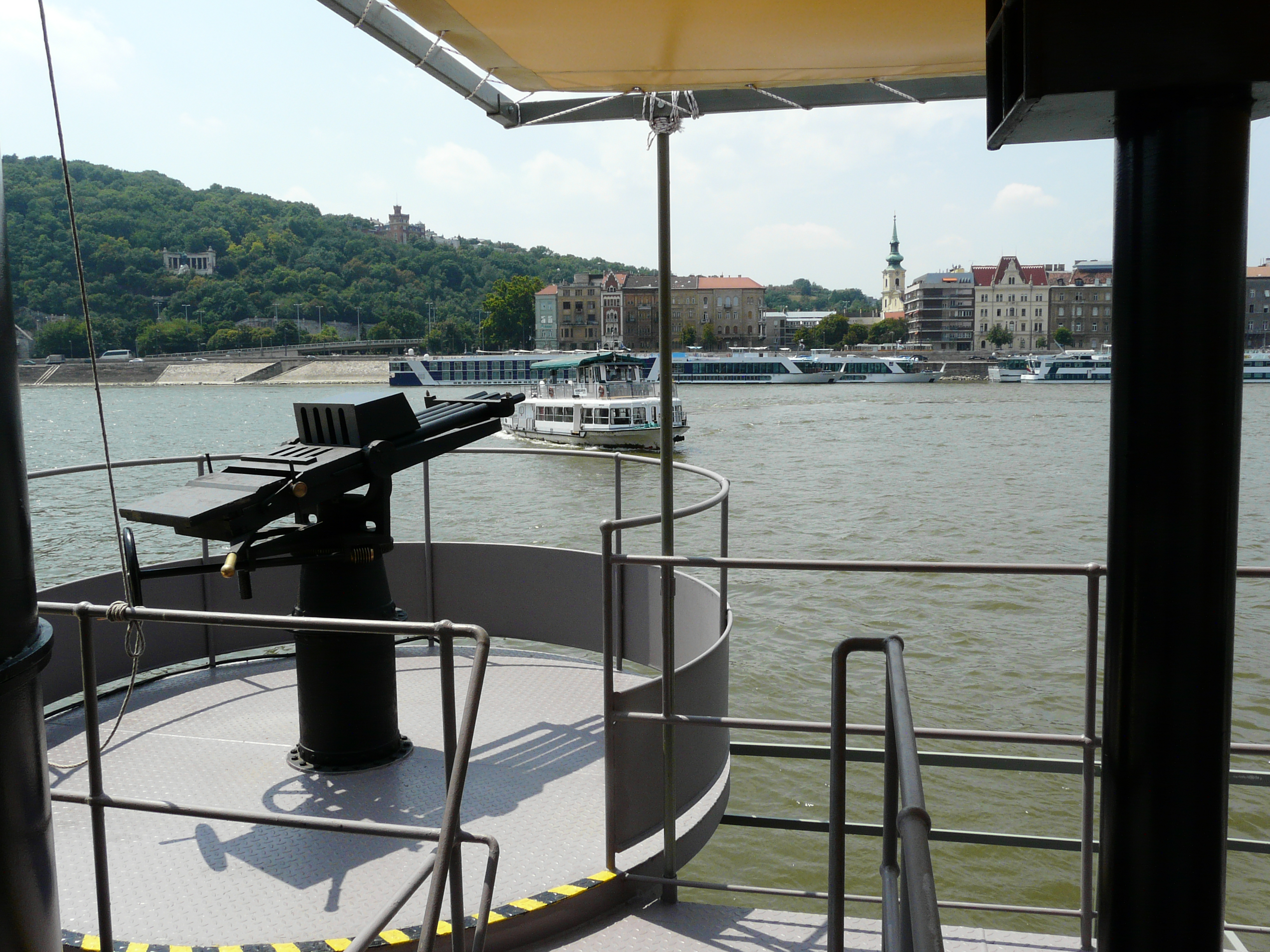
Fedélzeti gépfegyver
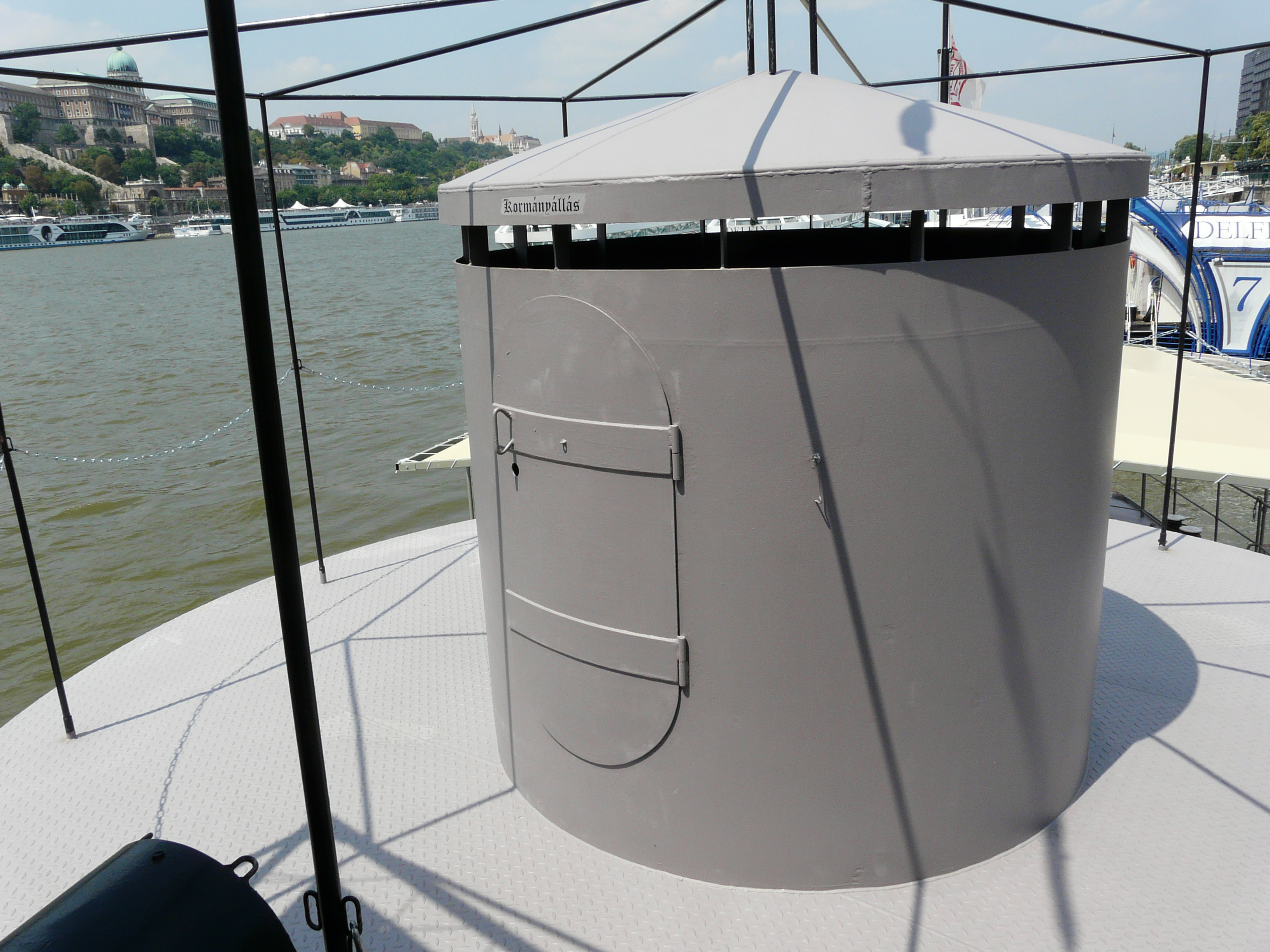
Fedezett kormányállás
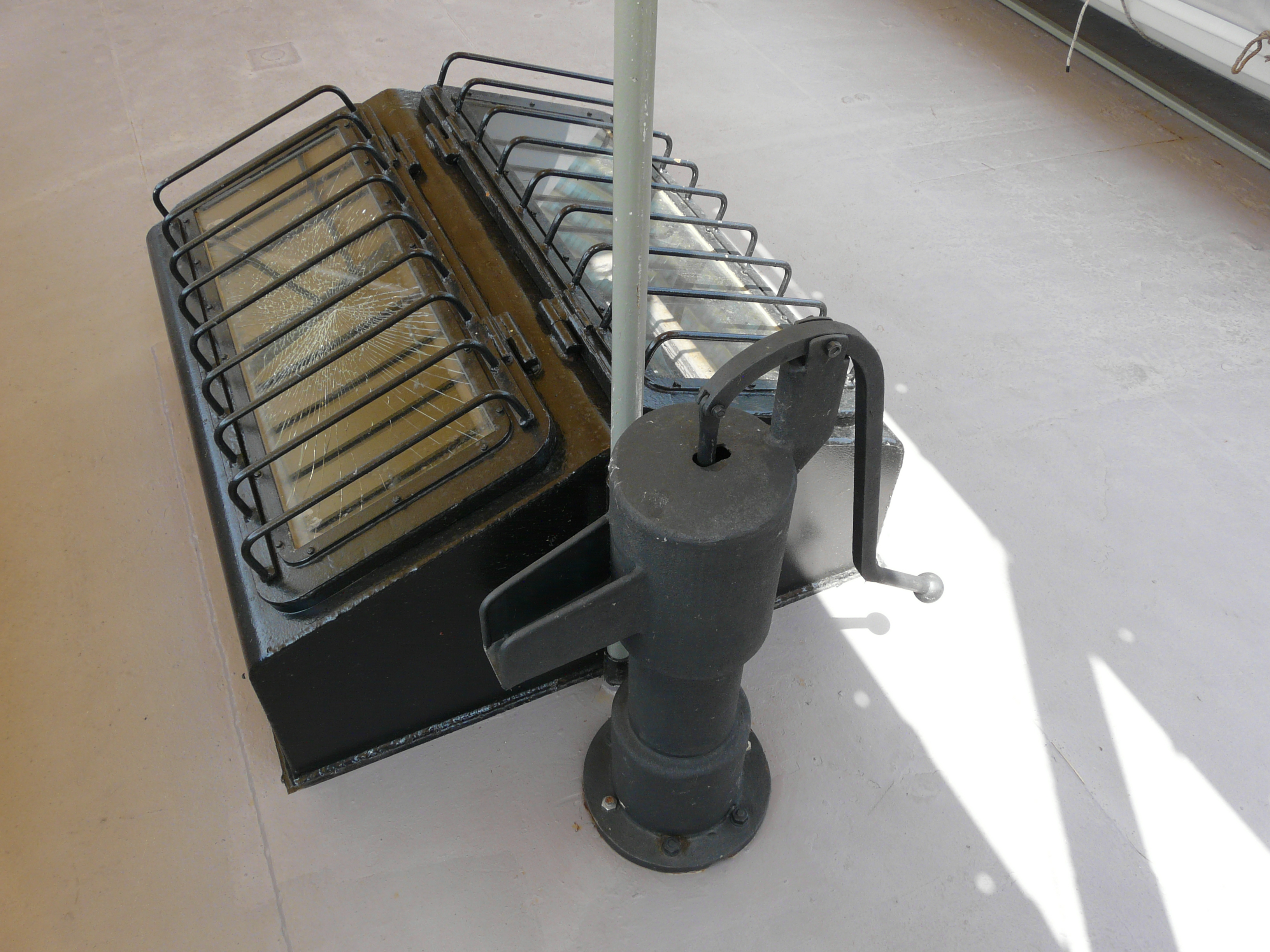
Vízszivattyú
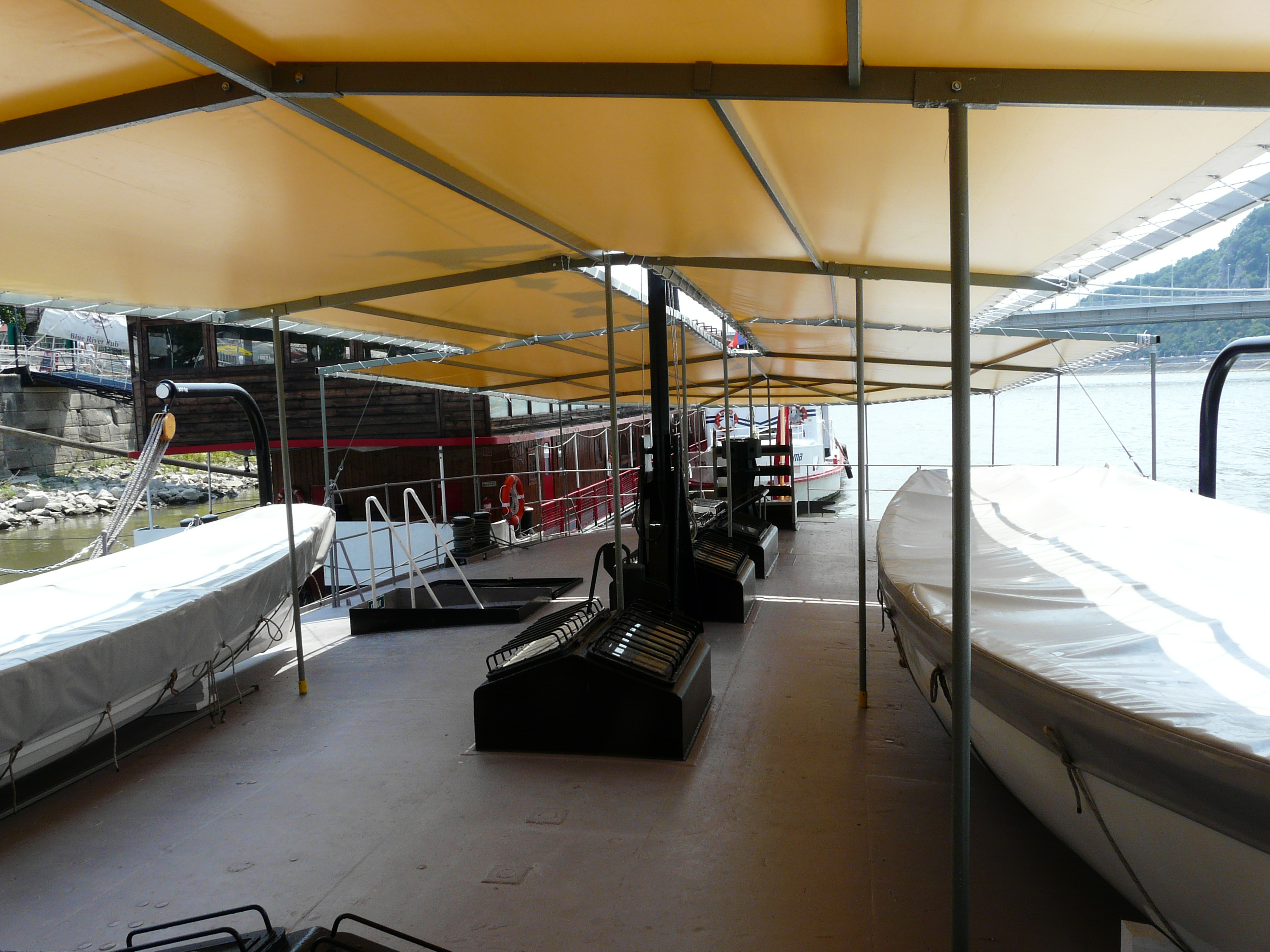
Mentőcsónakok
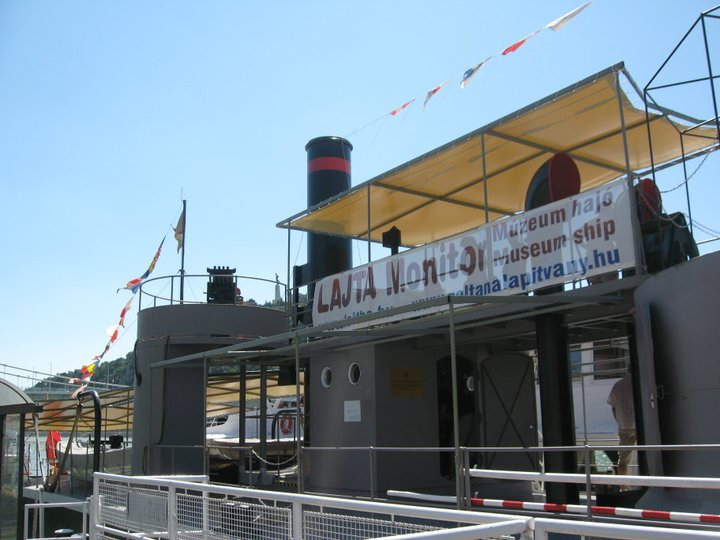
A hajó 2010-ben
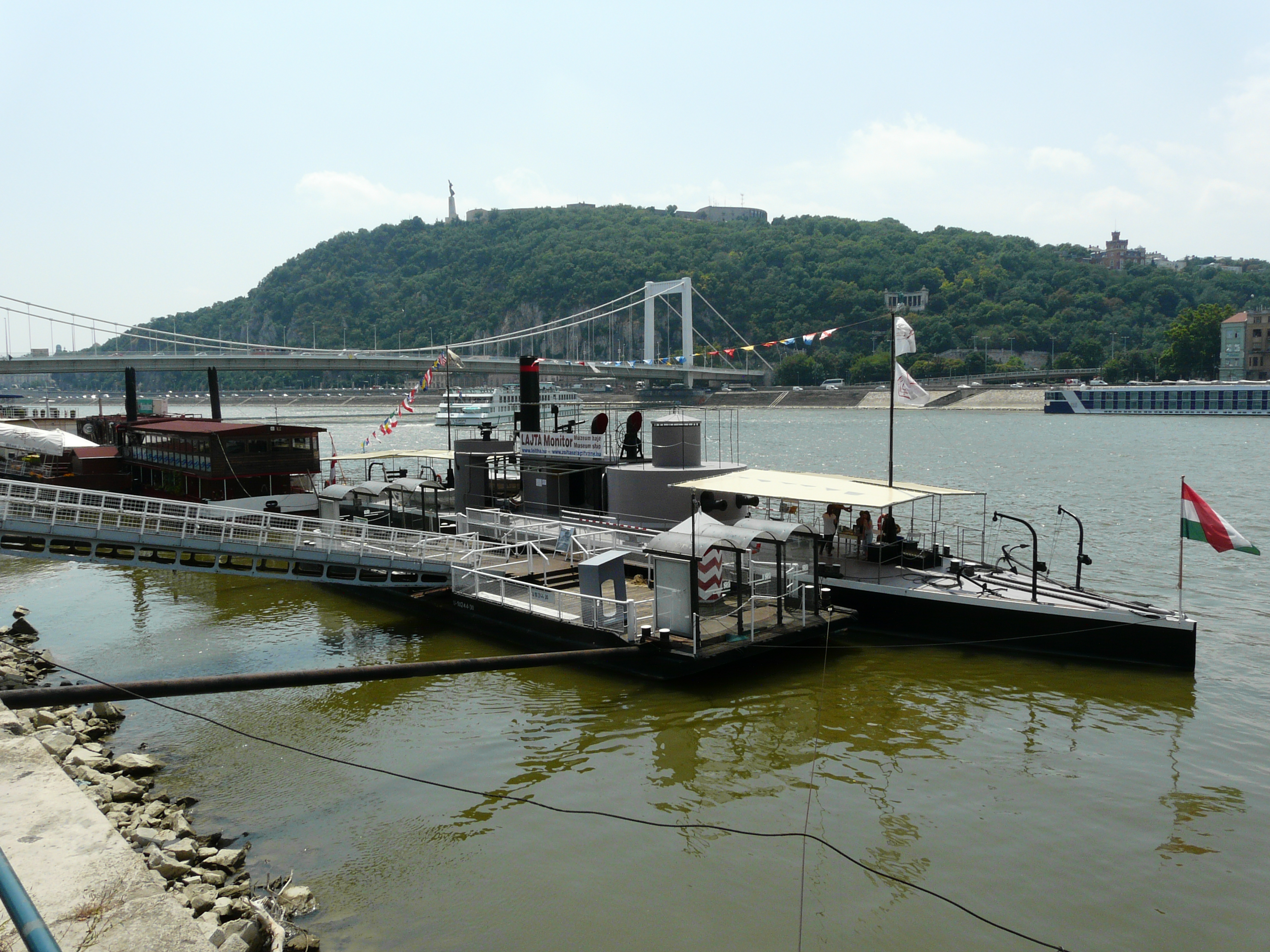
A hajó 2011-ben